# Aplysia californica
Aplysia californica är en snäckart som beskrevs av James Graham Cooper 1863. Aplysia californica ingår i släktet Aplysia och familjen sjöharar. Inga underarter finns listade i Catalogue of Life.

## Bildgalleri

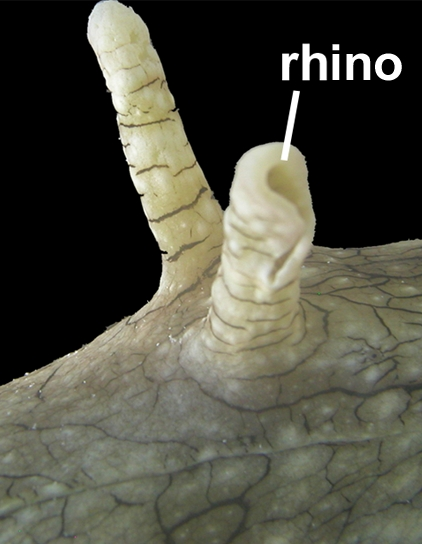
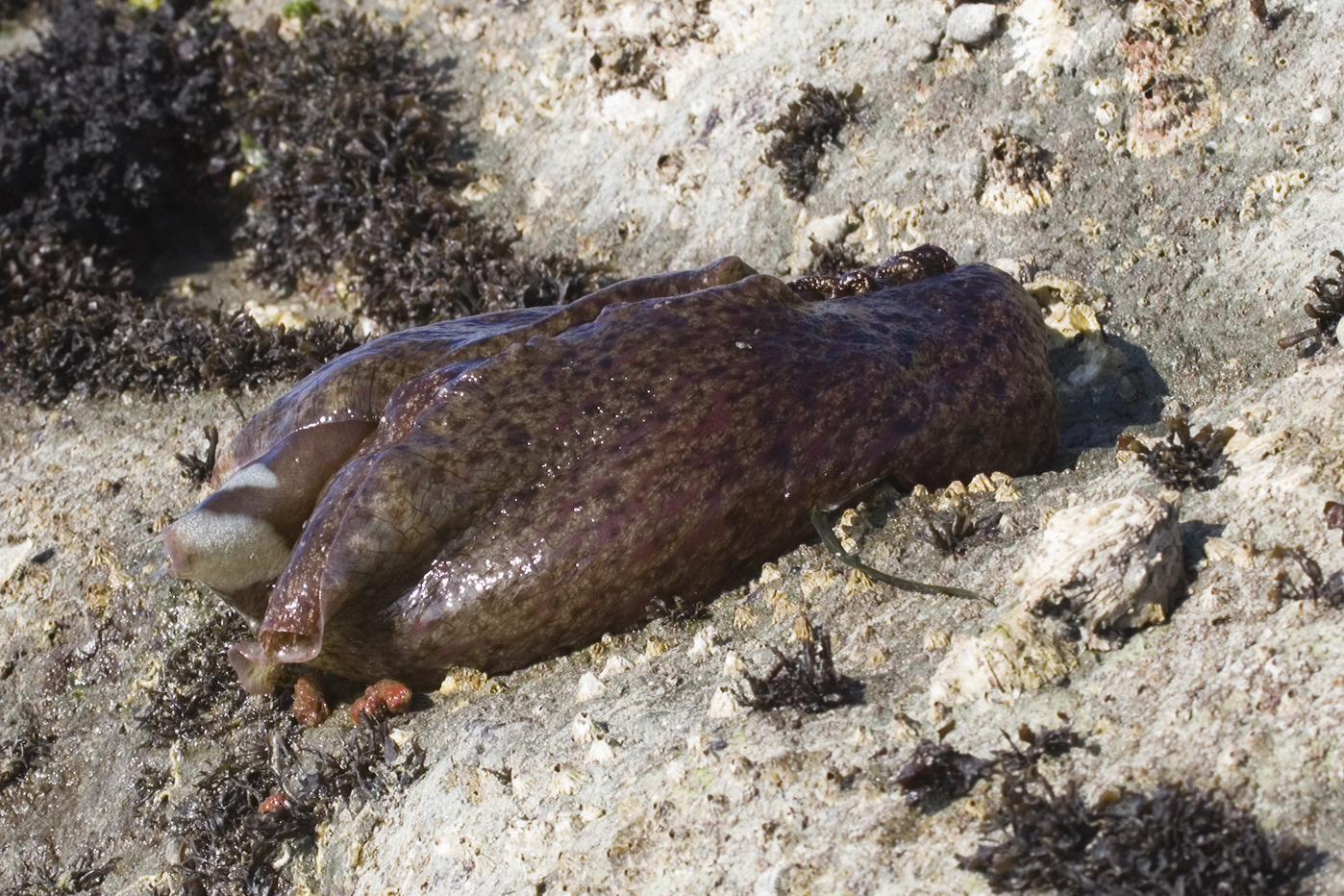
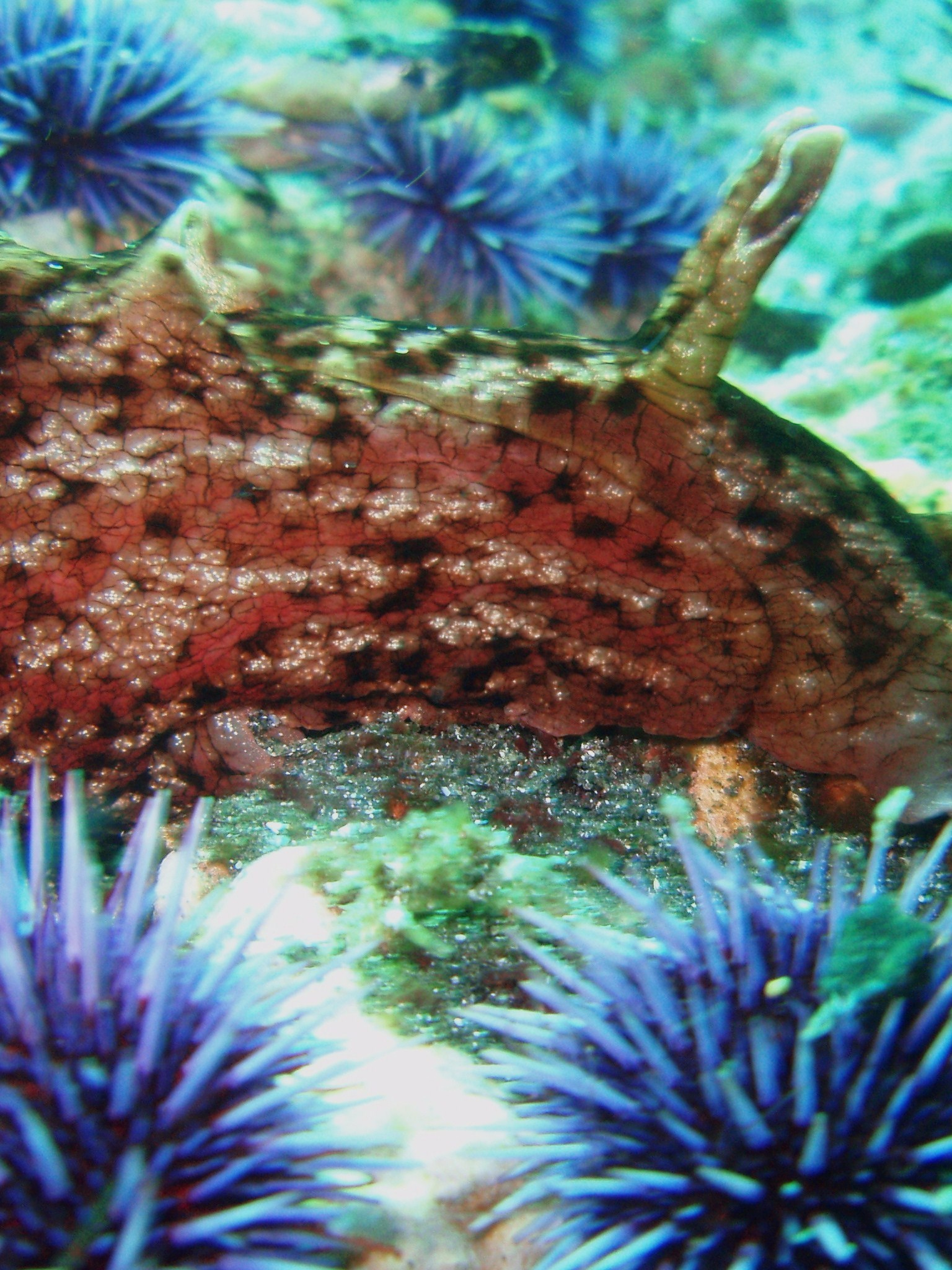
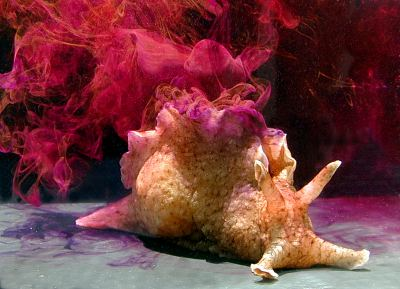